# Georg Bachmann

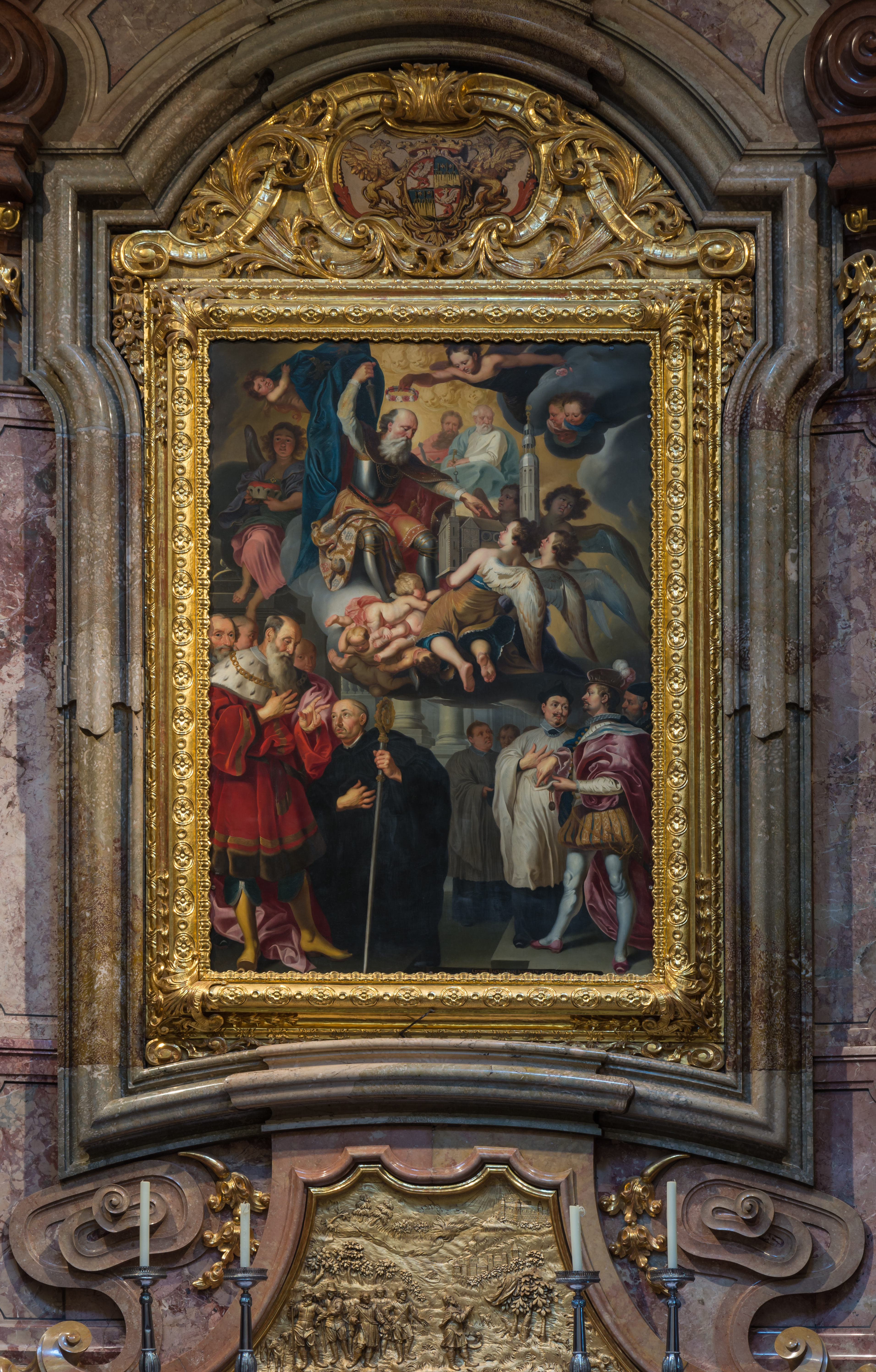
Obraz od G. Bachmanna na oltáři sv. Leopolda v kolegiátním kostele v Melku; námětem je přijetí benediktinů v Melku.

Georg Bachmann (také Jiří Bachmann nebo Pachmann či Bachman) byl barokní malíř. Narodil se počátkem 17. stol. ve Frymburku, zemřel dne 10. září 1652 ve Vídni.

## Dílo
- Oltářní obraz, zasvěcený sv. Štěpánovi, v kostele v Eggenburgu, obraz pochází z roku 1642.
- Oltářní obraz, zasvěcený sv. Mikuláši, v katedrále svatého Mikuláše v Českých Budějovicích, obraz pochází z roku 1649.[2]
- Obraz sv. Tomáše Akvinského v dominikánském kostele ve Vídni.
- Oltářní obraz, zasvěcený sv. Řehořovi, ve Skotském kostele (Schottenkirche) ve Vídni.

Tři díla jsou ve starém klášteře v Melku. Bachmann také působil jako portrétista.